# Kecamatan Kuripan (distrikt i Indonesien, Nusa Tenggara Barat)
Kecamatan Kuripan är ett distrikt i Indonesien.   Det ligger i provinsen Nusa Tenggara Barat, i den sydvästra delen av landet, 1 100 km öster om huvudstaden Jakarta. Kecamatan Kuripan ligger på ön Lombok Island.